# Folie à Deux
Folie à Deux is het vijfde studioalbum van Fall Out Boy. In Nederland is dit album op 12 december 2008 uitgekomen. De titel, Folie à Deux, betekent letterlijk vertaald "gedeelde gekte". Ook is het een verwijzing naar de psychische stoornis folie à deux.

## Tracklist
1. "Disloyal Order of Water Buffaloes" - 04:17
2. "I Don't Care" - 03:37
3. "She's My Winona" - 03:51
4. "America's Suitehearts" - 03:34
5. "Headfirst Slide into Cooperstown on a Bad Bet" - 03:54
6. "The (Shipped) Gold Standard" - 03:19
7. "(Coffee's for Closers)" - 04:35
8. "What a Catch, Donnie" - 04:54
9. "27" - 03:12
10. "Tiffany Blews" - 03:44
11. "w.a.m.s." - 04:38
12. "20 Dollar Nose Bleed" - 04:17
13. "West Coast Smoker" - 02:48

Special Edition Bonus Tracks
1. "I Don't Care (Machine Shop Remix)" - 03:03
2. "America's Suitehearts (South Rakkas Remix)" - 03:40
3. "Pavlove" - 03:34
4. "America's Suiteheart (Acoustic)" - 03:40
5. "What a Catch, Donnie (Acoustic)" - 04:01
6. "America's Suiteheart (Suave Suare Remix)" - 03:04

## Hitnotering
| Folie à Deux in de Album Top 100 - binnen: 12 december 2008 | Folie à Deux in de Album Top 100 - binnen: 12 december 2008 | Folie à Deux in de Album Top 100 - binnen: 12 december 2008 | Folie à Deux in de Album Top 100 - binnen: 12 december 2008 |
| Week                                                        | 01                                                          | 02                                                          |                                                             |
| ----------------------------------------------------------- | ----------------------------------------------------------- | ----------------------------------------------------------- | ----------------------------------------------------------- |
| Nummer                                                      | 79                                                          | uit                                                         |                                                             |